# Писарев, Андрей Александрович
Андрей Александрович Писарев (6 ноября 1962) — российский музыкант, пианист, профессор, декан фортепианного факультета Московской государственной консерватории имени П. И. Чайковского, Заслуженный артист  Российской Федерации (2007).

## Биография
Огромное влияние на Андрея Писарева оказал его преподаватель в Музыкальном училище при Московской консерватории, Борис Абрамович Шацкес. В 1987 году окончил Московскую государственную консерваторию имени П. И. Чайковского (профессор С. Л. Доренский).

## Премии, награды
- 1983 — Лауреат конкурса им. С. В. Рахманинова (Москва, I премия).
- 1991 — Лауреат Международного конкурса им. В. А. Моцарта (Зальцбург, I премия)
- 1992 — Лауреат Международного конкурса им. Ф. Бузони в Больцано (IV премия и специальный приз за лучшее исполнение сочинений В. А. Моцарта).
- 1992 — Лауреат Международного конкурса в Претории (I премия).
- 1999 — Лауреат премии г. Москвы в области литературы и искусства за активную концертную деятельность.
- 2007 — Заслуженный артист Российской Федерации.